# Lars Sullivan
Dylan Miley (6 de julio de 1988) es un luchador profesional retirado estadounidense.

## Carrera

### WWE

#### NXT (2013-2018)
Miley, mal identificado como Dylan Mile, se informó que firmó con la WWE ya en octubre de 2013. Fue notado como reportado al WWE Performance Center en octubre de 2014, e hizo su debut como luchador profesional en un combate en WrestleMania Axxess antes de WrestleMania 31 en marzo de 2015, derrotando a Marcus Louis. Luego hizo apariciones muy esporádicas en NXT eventos en vivo durante los dos años siguientes.Miley hizo su debut televisivo en el episodio de 12 de abril de 2017 de  NXT , haciendo equipo con Michael Blais en una derrota para #DIY antes de destruir a su compañero después del partido. En mayo de 2017 adoptó el nombre de "Lars Sullivan". Después de varias apariciones similares en el equipo de etiqueta que lo llevaron a atacar a su compañero, Sullivan hizo sus primeras apariciones como solista en el episodio del 23 de agosto. 'NXT' ', atacando No Way Jose antes de un partido programado. Tuvo su primer partido de singles televisado y la victoria en el episodio del 6 de septiembre de' 'NXT' ', derrotando a tres hombres en un partido de handicap de tres contra uno. El personaje de Sullivan se estableció aún más en las semanas siguientes durante su pelea con José, siendo presentado como un monstruo imparable por un lado y altamente individuo inteligente con un vocabulario masivo por el otro.
Después de semanas de partidos de squash, Kassius Ohno le preguntó al gerente general William Regal por un partido contra Sullivan en NXT TakeOver: WarGames en el episodio del 8 de noviembre de  NXT .
Durante el 28 de marzo de 2018, emisión de  NXT , Sullivan fue nombrado como uno de los seis competidores en el Ladder Match para determinar al Campeonato Norteamericano de NXT en NXT TakeOver: New Orleans, en la que perdió. El combate fue galardonado cinco estrellas por Dave Meltzer.  En el episodio del 18 de abril de  NXT , Sullivan derrotó a Killian Dain en un combate Sin Descalificación. El 16 de mayo, el episodio de NXT Sullivan atacó a Velveteen Dream y Ricochet durante su combate, golpeándolos a ambos con un Freak Accident.
La semana siguiente en NXT, Sullivan derrotó a Ricochet y Dream en un juego de Handicap 2 a 1. En NXT Takeover Chicago II Sullivan desafió sin éxito a Aleister Black por el Campeonato de NXT. Esta derrota marcó la primera derrota de Sullivan por pinfall en NXT.

#### 2018-2020
Durante el pre-show de Survivor Series, se emitieron viñetas de Sullivan, lo que indica que se uniría a la lista principal, pero la marca a la que se unirá aún se desconoce.
A principios de año Sullivan debía iniciar un feudo con Cena que concluiría en Wrestlemania 35 pero debido a problemas de miedo escénico no pudo participar a los shows de RAW por lo que se cancelaron los planes.
El 8 de abril de 2019, en Raw Sullivan hizo una aparición sorpresiva atacando a Kurt Angle. El martes en SmackDown Live apareció para atacar a The Hardy Boyz. La siguiente semana en Raw apareció para atacar a Rey Misterio y el martes en SmackDown a R-Truth.
En WWE Money in the Bank, interrumpió antes de que lucharan The Lucha House Party, y atacó a los enmascarados, y así empezando un feudo con ellos. Sin embargo, se lesionó la rodilla durante el partido, quedando fuera de acción entre 6 y 9 meses.
Sullivan hizo su regreso en el episodio del 9 de octubre de 2020 de SmackDown, atacando a The Miz, Jeff Hardy y Matt Riddle.

#### 2021
Tras algunos altercados fuera de los cuadriláteros y por ende por su bajo nivel en los mismos ya que afectaba a él y a la WWE, el 2 de febrero de 2021 la WWE, despidió a Sullivan por falta de compromiso, dejándolo en plena libertad.
A principios de año anunciaría su retiro definitivo de la lucha libre profesional.

## En lucha
- Movimientos finales
  - Diving headbutt drop a veces desde la segunda cuerda
  - Freak Accident[1] (Waist-lift side slam a veces desde una posición elevada)
- Movimientos de firma
  - Biel throw
  - Body avalanche
  - Delayed vertical suplex
  - Falling powerslam
  - Military press drop
  - Military press slam
  - Modified body slam
  - Running lariat
  - Pop-up powerslam
  - Sitout powerbomb
- Nickname
  - "NXT's Version Of The Colossus Of Rhodes"
  - "The Freak"
  - "The Humungous Hominid"
  - "The Leviathan"
- Entrance themes
  - "Freak" by CFO$ (WWE NXT/WWE; 2017-2019)
  - "Freak V2" by CFO$ (WWE; 2020-2021)

## Campeonatos y logros
- Pro Wrestling Illustrated
  - Situado en el Nº435 en los PWI 500 de 2017[3]
  - Situado en el Nº84 en los PWI 500 de 2018

- Wrestling Observer Newsletter
  - 5 Star Match (2018) vs. Adam Cole, Killian Dain, Velveteen Dream, EC3 & Ricochet 7 de abril [4]